# Mitsuhiro Mihara
Pour les articles homonymes, voir Mihara (homonymie).
Mitsuhiro Mihara (三原光尋, Mihara Mitsuhiro), né en 1964 à Kyoto, est un réalisateur japonais.

## Biographie
Mihara Mitsuhiro fait ses études à l'université des arts d'Osaka.

## Filmographie

### Réalisateur

#### Cinéma
- 1998 : Hiroin! Naniwa bombers
- 2000 : Eri ni kubittake
- 2001 : Ashita wa kitto
- 2002 : Dojji go go!
- 2004 : Mura no shashinshū (村の写真集?)
- 2006 : Sukitomo
- 2007 : Yaneura no sanposha
- 2008 : Flavor of Happiness (しあわせのかおり, Shiawase no kaori?)
- 2010 : Murasaki kagami
- 2011 : Merii-san no denwa
- 2014 : Otome no reshipi
- 2015 : Ashita ni nareba
- 2017 : Mohican ke no kazoku kaigi

#### Télévision
- 2012 : Mukōda Kuniko Innocent (série TV)

### Scénariste

#### Cinéma
- 1998 : Hiroin! Naniwa bombers
- 2004 : Mura no shashinshū (村の写真集?)
- 2008 : Flavor of Happiness (しあわせのかおり, Shiawase no kaori?)
- 2010 : Murasaki kagami
- 2011 : Merii-san no denwa